# 신경학적 검사
신경학적 검사(神經學的檢査, neurological examination)는 감각신경과 운동신경을 평가하는 검사로, 특히 반사 유무를 평가하여 신경계가 손상됐는지 확인한다. 대개 신체검사와 환자의 과거력 청취가 포함되며, 신경영상 촬영과 같은 보다 고도의 검사는 포함되지 않는다. 신경학적 검사는 선별검사나 진단 목적의 도구, 양쪽 모두로 이용할 수 있다. 전자의 경우 환자가 특별히 의심되는 신경학적 결함이 없을 때, 후자는 이상을 발견할 것으로 기대될 때 주로 시행한다. 어느 쪽에서든 문제가 발견된다면 신경계의 특정 부분에 대하여 집중적인 검사, 가령 요추천자나 혈액 검사 등의 다른 검사를 수행할 수 있다.
일반적으로 신경학적 검사는 병변이 중추신경계와 말초신경계, 어느 쪽에 있는지, 혹은 환자에게 문제를 일으키지는 또 다른 미만성의 경과가 있지는 않은지에 초점을 둔다. 환자를 한번 철저하게 검사했다면, 의사는 이러한 결과를 모두 고려하여 파킨슨병, 운동신경세포병 등의 증후군이나 신경질환을 진단해 내야 한다. 또한 이러한 문제가 왜 발생했는지 그 원인을 찾아내는 것, 가령 원인이 염증인지 선천성인지 밝히는 것 역시 의사의 역할이다.